# Хоснис-Спринг
Хоснис-Спринг (англ. Hosnies Spring) — водно-болотное угодье площадью 3300 м², расположенное на острове Рождества, австралийской внешней территории в восточной части Индийского океана. В рамках Рамсарской конвенции о водно-болотных угодьях была признана его международная важность.

## История
Несмотря на то, что Хоснис-Спринг был известен и раньше, но его уникальная экосистема была отмечена лишь в конце 1980-х годов. В 1989 году его территория была включена в Национальный парк острова Рождества, а 11 декабря 1990 года была внесена в список Рамсарской конвенции под номером 512, став самым маленьким угодьем в мире, занесённых в него. В 2010 году было внесено предложение увеличить площадь водно-болотного угодья, внесённого в Рамсарский список, на 202 га.

## Флора и фауна
Хоснис-Спринг образован бьющими родниками, благодаря которым здесь возникли уникальные 120 000-летние мангровые заросли, состоящие преимущественно из бругиеры голокорневой (лат. Bruguiera gymnorrhiza) и бругиеры шестиугольной (лат. Bruguiera sexangula). Заросли состоят из 300—600 деревьев; в их числе крупнейшие когда-либо зарегистрированные деревья рода бругиера (лат. Bruguiera), диаметры стволов которых превышают 80 см. Несколько видов птиц и крабов, являющихся эндемиками острова Рождества, проживают в этой местности.